# Joey Gibson (activista político)
Joseph Owan Gibson (nacido el 8 de noviembre de 1983) es un activista político estadounidense, fundador del grupo de extrema derecha Patriot Prayer.  Ha organizado manifestaciones en Portland, Oregón y en otras ciudades, principalmente dentro de la región del Noroeste del Pacífico.

## Educación y primeros años de vida
Gibson nació en el condado de Clark, Washington, de padre irlandés y madre japonesa. Creció en un hogar católico en Camas, junto con dos hermanos. Fue quarterback en la escuela secundaria, antes de "meterse en problemas con la ley". Después de declararse culpable de un delito grave de robo en 2002, a Gibson se le prohibió poseer un arma hasta 2015, año en que solicitó al condado de Clark restablecerle el acceso. Pasó algún tiempo en la cárcel y luego se quedó sin hogar viviendo en Portland, Seattle, México y Hawái. Trabajó como entrenador de fútbol en Skyridge Middle School y obtuvo su GED. Se graduó en psicología en la Universidad Central de Washington.

## Activismo político
En 2016, Gibson fundó el grupo de extrema derecha Patriot Prayer. Gibson se hizo activista político después de ver la cobertura televisiva de un mitin de Trump el 2 de junio de 2016 en San José, California, donde las manifestaciones se convirtieron en disturbios. En sus primeros mítines, Gibson usaba una camiseta que decía "Hillary for Prison" (Hillary a la cárcel).
En enero de 2018, Gibson y otros miembros de Patriot Prayer y Proud Boys, incluyendo a Tusitala Toese, se enfrentaron con participantes de la Marcha de Mujeres de 2018 en Seattle.